# Finger Prints
Finger Prints is een Amerikaanse misdaadfilm uit 1927 onder regie van Lloyd Bacon. Destijds werd de film in Nederland uitgebracht onder de titel Vingerafdrukken.

## Verhaal
Andy Norton is de leider van een boevenbende. Wanneer hij in de gevangenis terechtkomt, weigert hij om de andere bendeleden te vertellen waar hij de buit heeft verborgen. Inspecteur Sweeney vermoedt dat hij de buit heeft verstopt in het huis van moeder Malone. Daar treft hij de bendeleden aan, die de dochter van Andy bedreigen.

## Rolverdeling
| Acteur            | Personage         |
| ----------------- | ----------------- |
| Louise Fazenda    | Dora Traynor      |
| John T. Murray    | Homer Fairchild   |
| Helene Costello   | Jacqueline Norton |
| Myrna Loy         | Vamp              |
| George Nichols    | S.V. Sweeney      |
| Martha Mattox     | Moeder Malone     |
| Franklin Pangborn | Bandoline Kid     |
| William Demarest  | Cuffs Egan        |
| Bob Perry         | Ryan              |
| Edgar Kennedy     | O.K. McDuff       |
| Jerry Miley       | Chicago Ed        |
| Joseph B. Stone   | McCarthy          |
| Warner Richmond   | Andy Norton       |
| Lew Harvey        | Geheim agent      |